# 千葉県立小見川高等学校
千葉県立小見川高等学校（ちばけんりつ おみがわこうとうがっこう）は、千葉県香取市小見川にある県立高等学校。

## 概要
略称は「小見高」（おみこう）。1884年、渡邊操によって開かれた私塾「無逸塾」を起源として、1922年に設立された小見川町立小見川農学校を前身とする公立高校。1928年の県立移管を経て1951年に現在の校名に改称された。1997年以降は普通科単独校となっており、現在学年4学級の規模である。水の郷「小見川」に位置する同校のカヌー部、ボート部は全国トップレベルの実力を誇り、卒業後も日本、世界で活躍する多くの選手を輩出している。
また、同校は県内公立高校の中ではまだ珍しい「小見高古墳トリオ」を定め、広報活動に活用している。

## 設置学科
- 普通科

## 沿革

### 略歴
小見川高等学校の起源は、1884年11月4日、渡邊操が久保村（後の良文村・小見川町、現・香取市）の自宅で開いた私塾「無逸塾」である。「無逸」の名は書経無逸篇の一節「所其無逸」が出典で、中村敬宇から与えられた扁額に基づくものである。渡邊は信夫恕軒の奇文欣賞塾で学んだ東京遊学を終えて帰郷した後、当時、地域に小学校以上の学問を学ぶ場がなかった背景から、「経学皇漢歴史英数の諸科を設け、修学子弟をして出入孝弟修身斉家の域に進ましむる」事を理念に塾の創設に踏み切ったのである。1886年には塾舎が完成し、翌年からは英語・数学の授業も始まる。当初からの漢文も入れると3教科の授業が行われるようになり、1891年には修業年限が3年制とされ、旧制中学校相当の教育体制が整っていった。この年には講堂も落成している。1897年、同志中学館に校名が改称、修業年限が5年制となった。この年から大成尋常中学（現・大成高等学校）や京華尋常中学校（現・京華中学高等学校）との間で同志中学館の3年・4年修了者を対象とした編入学制度も存在するようになっていた。1900年、渡邊操を校長として良文村立良文農学校が設立されたが、1905年、日露戦争を背景とした財政難により、村議会は廃校を決議した。良文農学校は私立として再出発し、同年9月8日、文部大臣の認可が下りた。1920年、渡邊操が没すると学校の経営は窮地に立たされた。良文農学校の後援会は東京農業大学に協力を求め、大学から講師が派遣されるようになったものの、窮地を脱するには至らなかった。また1923年をもって郡制の廃止が決まっており、それは香取郡からの補助が消える事を意味していた。このような状況から後援会は学校の小見川町への移転を模索するようになる。1922年1月2日、小見川町・府馬町・笹川町の各町長の発起により、移転費用の郡費補助を要請した。郡費2万円、小見川町1万5000円、香取郡東部15町村1万円の補助は決まったものの、笹川町や府馬町も農学校誘致の動きを見せるようになっていた。2月16日、郡長は移転先を後援会と協議した結果、小見川への移転、また3月17日には「良文農学校ヲ継承シ之ヲ経営スルハ小見川町ニ一任」する事が決まった。4月10日、小見川小学校（現・香取市立小見川中央小学校）に間借りして小見川町立小見川農学校の授業が開始された。翌1923年2月27日には、後の小見川町役場、現在の香取市小見川支所の位置に新校舎が完成し移転、5月15日に開校式・校舎落成式が行われている。
小見川町立小見川農学校の設立直後から、学校の県への移管を求める声が上がるようになり、1924年には関係町村長が小見川農学校県立移管同盟会を組織し、運動を続けた結果、1927年12月6日、千葉県議会で小見川農学校の県移管が可決された。1928年3月27日に県移管が認可され、4月1日に校名が千葉県立小見川農学校に改称された。同年の夏休み、職員生徒は県移管の条件として地元が寄付していた5000坪（1000坪は運動場、4000坪は実習地分）の山林を切り開き、運動場が完成。翌1929年から約4000坪の田畑での実習が開始された。この年には講堂も建設されている。その後、小見川農学校を甲種農学校に昇格させようとする動きが活発化する。甲種農学校への昇格運動を後押しした背景として、教育体制の充実はもとより、卒業生が兵役に行く際、軍の幹部候補生の受験資格が得られるといった実利的事情が存在していた。藁工舎・鶏舎・銃器庫などが建設され、地元が1500坪の運動場や3万円の予算を寄付するなどの運動の結果、1940年に小見川農学校は甲種農学校に昇格した。この頃から小見川農学校も戦時体制下に置かれるようになり、日曜の勤労奉仕の実施や食糧増産・修練道場設置を目的として、神里村の山林を開墾した「清里道場」が作られた。太平洋戦争勃発後、1943年には2年生を北海道の夕張町・長沼町に農業報国隊として送り出し、戦局が悪化した1945年4月、残った生徒も橘村で兵士と壕生活をするようになった。農業報国隊は終戦を北海道で迎え、小見川への帰還は10月になってからの事である。
1946年、小見川農学校に女子部が設置され家庭教育がはじまり、1948年、学制改革に伴い、千葉県立小見川実業高等学校に改称、農業課程・家庭課程ともに通常課程・定時制課程を併設した男女共学の新制高校となった。1950年、家庭課程が農村家庭課程に転換された事に伴い、千葉県立小見川農業高等学校に改称されたが、この校名は1年限りとなった。1951年、普通課程（1学級として認可されたが、志願者が多く2学級の編成となった）が設置された事に伴い、千葉県立小見川高等学校に改称されている。1952年、普通課程が正式に2学級として認可、普通教室・ボイラー付き温室の増築が行われ、「良識・責任・高雅」の校訓が制定された。翌1953年、志願者が伸び悩んでいた定時制農業課程の募集が停止され、定時制農村家庭課程も2年制の短期課程に転換された。この年には家庭教室の建設や校歌の制定も行われている。1955年、通常・定時制短期課程の農村家庭課程が家庭課程に転換。1958年には定時制短期課程の家庭課程の募集が停止された。
高度成長時代の前期頃まで地元生徒が小見川高校に進む事を当然視する風潮が存在していたものの、地元中学で優秀な成績だった生徒に対する十分な教育体制が整っているとは言えない状況にあった。教育体制の向上のためには量の拡大が必要として、近隣校と同等規模の定員とする事が課題となり、1962年、普通科の学年定員が400人、家庭科が150人となった。一方、小見川高校のルーツにあたる学科であったものの、志願者が減少していた農業科の募集が停止されたのもこの年の事である。
この頃の小見川高校は生徒の増加によりグラウンドが手狭となり、校舎の老朽化も表面化していた。小見川町の協力による校地の拡張や校舎新築に向けた動きが活発化する。1962年、新校舎建設が決定し、翌年に校地の地盤調査を行ったところ、基礎工事に多額の費用が見込まれる事が判明し、移転の必要に迫られる事になった。これを受けて、小見川町による城山の土地2万2000坪の購入・寄付、そして通学路の改修が行われた。1964年3月に陸上自衛隊施設学校によって整地された新校地で新校舎建設が始まり、12月に完成した。翌1965年1月5日に新校舎への移転が完了し、1月11日に全面移転本館落成記念式典が行われている。その後もプール・体育館の建設が続き、1968年に特別教室棟が完成した事で、現在に至る小見川高校の主要施設が出揃った。
また移転・新校舎建設の副産物として、地方財政法の改正が実現している。当時、高校校舎の建設や移転予算の内、2分の1から3分の1程度の地元負担が求められていたが、当時の小見川町長、山本力蔵が地方制度調査会の委員であった事情などもあり、地元に負担をかけてはならないとする改正が実現したものの、結局小見川町は最終的に3619万5000円を負担している。
1995年に家政科の募集が停止された。この年から発掘が続いてきた校地内にある城山3号墳の下から弥生時代の竪穴建物の跡が見つかり、1999年に復元された。2015年から普通科内の専門コースとして福祉コースが設置された。

### 年表
- 1922年 - 小見川町立小見川農学校設立
- 1928年 - 千葉県へ移管
- 1940年 - 甲種農学校に昇格
- 1946年 - 女子部発足
- 1948年 - 千葉県立小見川実業高等学校となる
- 1950年 - 千葉県立小見川農業高等学校となる
- 1951年 - 普通科を設置。現校名となる
- 1953年 - 定時制農業課程の募集停止、定時制農村家庭課程が2年制短期課程に転換
- 1955年 - 農村家庭課程が家庭課程に転換
- 1958年 - 定時制短期課程家庭科募集停止
- 1965年 - 現校地に移転、農業科を廃止
- 1997年 - 家政科を廃止
- 2002年 - 創立80周年記念式典挙行

## 校歌
総合制高校移行直後から校歌の制定を望む声が上がるようになっていた。勝承夫作詞・平井康三郎作曲の校歌が制定されたのは1953年11月23日の事である。

## 校章・校旗

### 校章
小見川農学校時代の校章は、底部をリボンで束ねた稲穂のリースで周囲を縁取り、頂点に右横書きで「川見小」の文字と、中央部に「農」の文字を配したものだった。また、女子部にも男子とは別の校章が存在していた。新制高校に移行した1948年に制定された現行の校章は、中央部に「高」の文字を配し、そこから上部に1本、下部に2本の稲穂が伸びた図案となっている。

### 校旗
小見川農学校の校旗が樹立されたのは、1932年6月15日の事であった。 現校名に改称後の1951年10月18日に新校旗が樹立されている。

## 統計情報
在校生の居住地・出身中学校
2017年4月時点の在校生（489名）の居住地を自治体別に分類すると以下の通りである。
- 香取市：400名
- 東庄町：40名
- 銚子市・神崎町：各19名
- 旭市：5名
- 成田市：2名
- 多古町・匝瑳市・神栖市・行方市：各1名

主な出身中学校別の生徒数では小見川中学校181名、佐原中学校86名、山田中学校44名、東庄町立東庄中学校40名、佐原第五中学校32名、香取中学校19名、神崎町立神崎中学校18名、佐原第三中学校17名、栗源中学校12名、新島中学校および銚子市立第七中学校が各8名となっている。

## 著名な出身者
- 林大幹[26] - 環境庁長官
- 田中靖人[27][28] - サキソフォーン奏者

## アクセス
- JR成田線小見川駅より徒歩27分